# Вилсон Франсиско Алвес
Вилсон Франсиско Алвес, также известный как просто Вилсон (21 декабря 1927 — 12 июля 1998) — бразильский футболист (защитник) и тренер. Самых больших успехов на клубном уровне добился в «Васко да Гама» 1940-х и 1950-х годов. Вместе со сборной Бразилии он выиграл чемпионат Южной Америки 1949 года. Наибольшим тренерским достижением стала победа в Лиге Паранаэнсе 1977 года.

## Биография
Вилсон родился в Рио-де-Жанейро. Он начал играть в возрасте 16 лет в местном клубе «Сан-Жозе». С 1943 по 1952 год он был игроком «Васко да Гама», где выиграл пять чемпионств Лиги Кариока. Главным достижением этого периода стала победа в клубном чемпионате Южной Америки 1948 года в Чили, этот турнир был предшественником современного Кубка Либертадорес. В решающем матче турнира против чемпиона Аргентины «Ривер Плейт» он успешно сыграл против молодого Альфредо Ди Стефано.
Вилсон был основным игроком бразильской сборной, которая выиграла чемпионат Южной Америки 1949 года. В общей сложности он сыграл пять матчей за сборную своей страны, все матчи — на этом турнире. Дальнейшая карьера Вилсон прошла в клубах «Португеза Деспортос» и «Сантос», в составе последнего он дважды выиграл Лигу Паулиста.
По окончании карьеры игрока Вилсон начал карьеру тренера. В большинстве случаев он тренировал малоизвестные команды из небольших и средних городов. В 1961 году он возглавил «Прудентину» и вывел в первый дивизион Лиги Паулиста. Вместе с «Гремио Маринга» в 1977 году он выиграл Лигу Паранаэнсе, одержав победу в финале над «Коритибой» с общим счётом 2:1. С «Сан-Бенту Сорокаба» он выиграл Кубок интериора в 1964 и 1965 годах, а в 1981 году его клуб в товарищеском матче победил сборную Саудовской Аравии со счётом 1:0. В 1966 и 1967 годах он руководил «Португезой» на Кубке Роберто Гомеса Педрозы — предшественник национального чемпионата. Помимо этого он тренировал множество других клубов интериора. Футбольный журнал Placar в 1975 году в статье про Вилсона назвал его «самый высокооплачиваемый тренер интериора», и указал, что он больше сосредоточен на отношениях между игроками, чем на тактике.
Вилсон Франсиско Алвес умер в Сан-Паулу 12 июля 1998 года в возрасте 70 лет — в тот же день, когда Бразилия проиграла финал чемпионата мира во Франции.